# Smoke or Fire
Smoke or Fire is een Amerikaanse punkband uit Boston, Massachusetts. De band is opgericht in 1998 door Joe McMahon, Chris Brand, Bill Ironfield en Nick Maggiore. Aanvankelijk noemden ze zichzelf Jericho, dat pas in 2004 werd veranderd in Smoke or Fire.

## Geschiedenis
De band werd opgericht in 1998, toen Joe McMahon (zang en bas) samen met Chris Brand (gitaar), Bill Ironfield (gitaar) en Nick Maggiore (drums) ging spelen. McMahon en Brand zijn afkomstig uit Massachusetts en Ironfield en Maggiore komen uit New Hampshire. Ze noemden zich Jericho. Onder die naam brachten ze hun debuutalbum getiteld When the Battery Dies uit in 2000. Na de uitgave van deze plaat verliet Chris Brand de band en werd vervangen door Jeremy Cochran. Jericho kreeg naar aanleiding van dit album al snel meer fans.
Toen bleek dat in Boston bleek te was, verhuisde het kwartet al snel naar Richmond, Virginia om daar de punkscene te verkennen en te werken aan hun tweede album. Rond deze tijd verliet Bill Ironfield de band. Ken Gurley (bas) kwam bij de band spelen en Joe McMahon nam het gitaarspelen voor zijn rekening.
In 2004 werd die band gecontacteerd door een christelijke rockband uit Houston, Texas die ook Jericho heette, om hen te informeren dat de naam al bezet was. Om verwarring en juridische stappen te voorkomen, wijzigde de band de naam naar Jericho RVA. De initialen waren een verwijzing naar hun nieuwe woonplaats, namelijk Richmond, Virginia.
Jericho RVA was dan ook de naam die op de ep Worker's Union uit 2003 verscheen. Een oudere versie van dit album, uitgebracht onder de oorspronkelijke naam (Jericho), bevat een nummer minder, namelijk "Oxygen". De overige 6 nummers van de ep zijn hetzelfde op beide platen.
Worker's Union trok de aandacht van recensenten en andere bands. Als gevolg van de bekendheid die de band kreeg, begonnen enkele christelijke groepen te klagen over religieuze 'godslastering', naar aanleiding van de bijbel-afgeleide naam van de band. Jericho RVA veranderde hun naam opnieuw, ditmaal naar Smoke of Fire.
De Worker's Union ep wekte de interesse van het punklabel Fat Wreck Chords in het najaar van 2004. Het debuutalbum van Smoke or Fire, getiteld Above the City, werd mede-geproduceerd door de eigenaar van het label, Fat Mike (tevens zanger van NOFX) en werd uitgebracht op 22 maart 2005. Sindsdien heeft de band vele malen getoerd door de VS en het buitenland. De band bracht hun tweede studioalbum, This Sinking Ship, uit op 20 februari 2007.
Het derde en tot dusver laatste studioalbum (The Speakeasy) werd uitgebracht op 9 november 2010. Een aantal nummers, zoals "Neon Lights" en "The Speakeasy", werden al van tevoren als voorproefje gedeeld met het publiek.

## Bandleden
- Joe McMahon - zang, gitaar
- James Muñoz - basgitaar
- Jeremy Cochran - gitaar
- Dave Atchison - drums

### Oud-leden
- Ken Gurley - basgitaar
- Nick Maggiore - drums
- Chris Brand - gitaar
- Bill Ironfield - gitaar

## Discografie
Albums
- When the Battery Dies (2000, onder de naam Jericho)
- Worker's Union (2002, onder de naam Jericho RVA)
- Above the City (2005)
- This Sinking Ship (2007)
- The Speakeasy (2010)

Singles
- "Prehistoric Knife Fight" (2010)

### Videoclips
- "California's Burning" (2005)
- "The Patty Hearst Syndrome" (2007)